# Chaoyang (ort)
Chaoyang är en ort i Kina. Den ligger i provinsen Liaoning, i den nordöstra delen av landet, omkring 250 kilometer väster om provinshuvudstaden Shenyang. Antalet invånare är 410 005.
Runt Chaoyang är det ganska tätbefolkat, med 124 invånare per kvadratkilometer. Det finns inga andra samhällen i närheten. Trakten runt Chaoyang består till största delen av jordbruksmark.
Genomsnittlig årsnederbörd är 762 millimeter. Den regnigaste månaden är juni, med i genomsnitt 201 mm nederbörd, och den torraste är januari, med 3 mm nederbörd.